# Người Vanuatu
Người Vanuatu là một dân tộc và nhóm dân tộc bản địa Vanuatu, với ngôn ngữ chính là tiếng Anh, tiếng Bislama, tiếng Pháp
Trong lịch sử, dân số Vanuatu có nguồn gốc rất nhiều đảo trong quần đảo đã có thổ dân cư trú từ hàng nghìn năm trước.Người Châu Âu gồm Tây Ban Nha, Anh, Pháp khám phá ra quần đảo từ đầu thế kỷ 17 và bắt đầu đến định cư từ cuối thế kỷ 18, đặt tên cho quần đảo là New Hebrides và đặt dưới sự quản lý của Ủy ban Hải quân chung Anh – Pháp.Từ đầu những năm 1970, bắt đầu phong trào đòi độc lập cho New Hebrides và ngày 30/7/1980, New Hebrides tuyên bố độc lập, thông qua hiến pháp mới và đổi tên là Va-nu-a-tu.